# 240th Street Yard

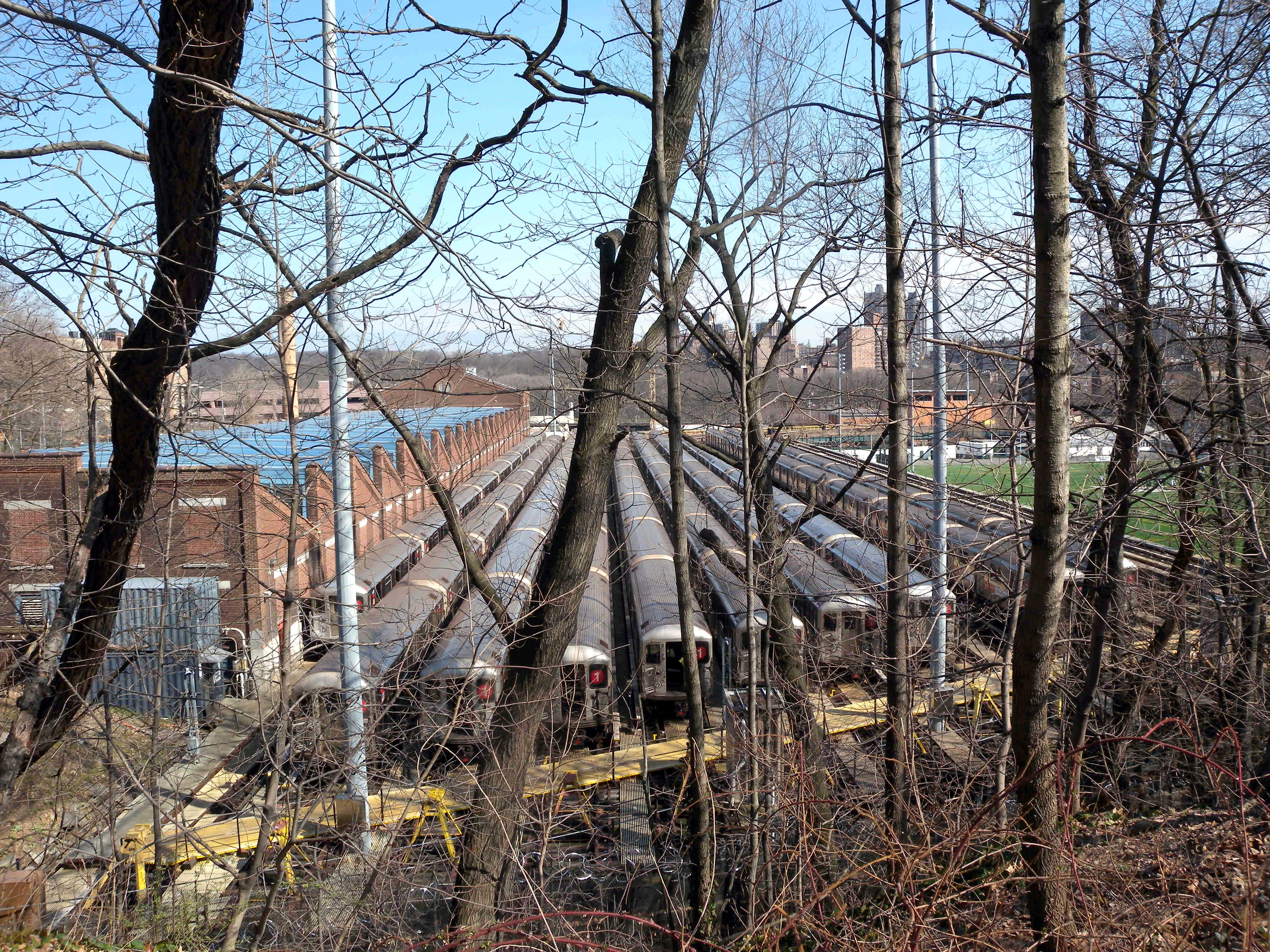
Vías de almacenamiento.

240th Street Yard también conocidas como Van Cortlandt o VC Yard es un patio ferroviario del Metro de Nueva York localizado en 5911 Broadway en el Bronx, y sirve a la línea de la Séptima Avenida-Broadway. El patio consiste de seis vías de inspección en el taller y 15 vías de almacenamiento. El patio almacena más de 390 coches, completamente del modelo Bombardier R62A, de los cuales 33 trenes operan para el servicio matutino y 31 para el servicio vespertino del Servicio 1. El taller fue construido en 1906 para ayudar al metro original IRT. El patio y el taller están completamente ubicados en una estructura elevada.